# Эмметт, Джош
Джош Эмметт (англ. Josh Emmett; род. 4 марта 1985, Финикс) — американский боец смешанного стиля, представитель лёгкой и полулёгкой весовых категорий. Выступает на профессиональном уровне начиная с 2011 года, известен прежде всего по участию в турнирах бойцовской организации UFC.
Занимает 9 строчку официального рейтинга  UFC в полулегком весе.

## Биография
Джош Эмметт родился 4 марта 1985 года в Финиксе, штат Аризона.
Во время учёбы в старшей школе El Camino Fundamental High School в Сакраменто занимался борьбой. Продолжил борцовскую карьеру в Калифорнийскийском университете в Лос-Анджелесе, выступал в Национальной ассоциации межуниверситетского спорта (NAIA). Изучал английскую литературу и философию, получил степень бакалавра свободных искусств.
По окончании обучения стал посещать зал Ultimate Fitness Юрайи Фейбера, решив стать бойцом ММА. Практиковал также бразильское джиу-джитсу, выигрывал в этой дисциплине чемпионат мира среди синих поясов без ги.

### Начало профессиональной карьеры
Дебютировал в смешанных единоборствах на профессиональном уровне в октябре 2011 года, выиграв у своего соперника единогласным решением судей в трёх раундах. Начало карьеры растянулось из-за череды травм, дважды ломал руку и дважды вынужден был брать длительные перерывы.
С 2013 года дрался преимущественно в небольшом калифорнийском промоушене West Coast Fighting Championship, где завоевал и защитил титул чемпиона в лёгкой весовой категории, в частности отметился победой над достаточно известным бойцом Кристосом Гиагосом. Также провёл один бой в организации King of the Cage.

### Ultimate Fighting Championship
Имея в послужном списке девять побед без единого поражения, Эмметт привлёк к себе внимание крупнейшей бойцовской организации мира Ultimate Fighting Championship и в 2016 году подписал с ней долгосрочный контракт. Дебютировал в октагоне UFC в мае, заменив на коротком уведомлении травмировавшегося Ника Хайна в бою с Джоном Таком — выиграл у него раздельным судейским решением.
На август 2016 года планировался бой против Джереми Кеннеди, однако Эмметт травмировался и снялся с турнира. В итоге следующий раз он вышел в клетку только в декабре, выиграв единогласным решением у Скотта Хольцмана.
В апреле 2017 года встретился с новичком организации Десмондом Грином и уступил ему раздельным решением, потерпев тем самым первое поражение в профессиональной карьере.
После проигрыша Эмметт принял решение спуститься в полулёгкую весовую категорию, и это принесло определённые плоды — в 2017 году последовали победы над Фелипи Арантисом и Рикардо Ламасом. При этом во втором случае боец всё же не смог сделать вес и лишился 30 % гонорара в пользу соперника.
В феврале 2018 года был нокаутирован Джереми Стивенсом и взял ещё один длительный перерыв в карьере для проведения хирургической операции.
В 2019 году отметился досрочными победами над Майклом Джонсоном и Мирсадом Бектичем, заработал бонус за лучшее выступление вечера.
20 июня 2020 Джош Эммет провел один из главных боев вечера в рамках шоу UFC on ESPN 11, в котором он одержал зрелищную победу над Шейном Бургосом. Организаторы оценили старания Эммета, который получил травму ноги в самом начале боя, но смог продержаться все три раунда и довести бой до победы.

## Статистика в профессиональном ММА
| Боёв 24  | Побед 19 | Поражений 5 |
| -------- | -------- | ----------- |
| Нокаутом | 7        | 1           |
| Сдачей   | 2        | 1           |
| Решением | 10       | 3           |

| Результат  | Рекорд | Соперник        | Способ                     | Турнир                                       | Дата             | Раунд | Время | Место                     | Примечание                                              |
| ---------- | ------ | --------------- | -------------------------- | -------------------------------------------- | ---------------- | ----- | ----- | ------------------------- | ------------------------------------------------------- |
| Поражение  | 19-5   | Лерон Мёрфи     | Единогласное решение       | UFC on ESPN: Эмметт vs. Мёрфи                | 5 апреля 2025    | 5     | 5:00  | Лас-Вегас, Невада, США    |                                                         |
| Победа     | 19-4   | Брайс Митчелл   | KO (удар)                  | UFC 296                                      | 16 декабря 2023  | 1     | 1:57  | Лас-Вегас, Невада, США    | «Выступление вечера» (2) Нокаут года.                   |
| Поражение  | 18-4   | Илия Топурия    | Единогласное решение       | UFC on ABC: Эмметт vs. Топурия               | 24 июня 2023     | 5     | 5:00  | Джексонвиль, Флорида, США | «Лучший бой вечера» (3)                                 |
| Поражение  | 18-3   | Яир Родригес    | Сдача (треугольник)        | UFC 284                                      | 11 февраля 2023  | 2     | 4:19  | Перт, Австралия           | Бой за титул временного чемпиона UFC в полулёгком весе. |
| Победа     | 18-2   | Кэлвин Каттар   | Раздельное решение         | UFC on ESPN: Kattar vs. Emmett               | 18 июня 2022     | 5     | 5:00  | Остин, Техас, США         | «Лучший бой вечера» (2)                                 |
| Победа     | 17-2   | Дэн Иге         | Единогласное решение       | UFC 269                                      | 11 декабря 2021  | 3     | 5:00  | Лас-Вегас, Невада, США    |                                                         |
| Победа     | 16-2   | Шейн Бургос     | Единогласное решение       | UFC on ESPN: Blaydes vs. Volkov              | 20 июня 2020     | 3     | 5:00  | Лас-Вегас, США            | «Лучший бой вечера» (1)                                 |
| Победа     | 15-2   | Мирсад Бектич   | TKO (удары руками)         | UFC Fight Night: de Randamie vs. Ladd        | 13 июля 2019     | 1     | 4:25  | Сакраменто, США           | «Выступление вечера» (1)                                |
| Победа     | 14-2   | Майкл Джонсон   | KO (удар рукой)            | UFC on ESPN: Barboza vs. Gaethje             | 30 марта 2019    | 3     | 4:14  | Филадельфия, США          |                                                         |
| Поражение  | 13-2   | Джереми Стивенс | KO (удары)                 | UFC on Fox: Emmett vs. Stephens              | 24 февраля 2018  | 2     | 1:35  | Орландо, США              |                                                         |
| Победа     | 13-1   | Рикардо Ламас   | KO (удар рукой)            | UFC on Fox: Lawler vs. dos Anjos             | 16 декабря 2017  | 1     | 4:33  | Виннипег, Канада          | Бой в промежуточном весе 67,4 кг; Эмметт не сделал вес. |
| Победа     | 12-1   | Фелипи Арантис  | Единогласное решение       | UFC Fight Night: Cerrone vs. Till            | 21 октября 2017  | 3     | 5:00  | Гданьск, Польша           | Вернулся в полулёгкий вес.                              |
| Поражение  | 11-1   | Десмонд Грин    | Раздельное решение         | UFC 210                                      | 8 апреля 2017    | 3     | 5:00  | Буффало, США              |                                                         |
| Победа     | 11-0   | Скотт Хольцман  | Единогласное решение       | UFC on Fox: VanZant vs. Waterson             | 17 декабря 2016  | 3     | 5:00  | Сакраменто, США           |                                                         |
| Победа     | 10-0   | Джон Так        | Раздельное решение         | UFC Fight Night: Overeem vs. Arlovski        | 8 мая 2016       | 3     | 5:00  | Роттердам, Нидерланды     |                                                         |
| Победа     | 9-0    | Кристос Гиагос  | TKO (удары руками)         | West Coast Fighting Championship 16          | 23 января 2016   | 3     | 2:21  | Сакраменто, США           | Защитил титул чемпиона WCFC в лёгком весе.              |
| Победа     | 8-0    | Рокки Джонсон   | Сдача (ручной треугольник) | KOTC: Total Elimination                      | 3 октября 2015   | 1     | 2:45  | Оровилл, США              | Бой в промежуточном весе 74,8 кг.                       |
| Победа     | 7-0    | Брендон Рикетти | Техническое решение        | West Coast Fighting Championship 12          | 15 ноября 2014   | 5     | 0:24  | Сакраменто, США           | Выиграл титул чемпиона WCFC в лёгком весе.              |
| Победа     | 6-0    | Тони Риос       | Единогласное решение       | West Coast Fighting Championship 11          | 13 сентября 2014 | 3     | 5:00  | Сакраменто, США           |                                                         |
| Победа     | 5-0    | Трамейн Смит    | TKO (удары руками)         | West Coast Fighting Championship 9           | 26 апреля 2014   | 1     | 2:28  | Сакраменто, США           | Дебют в лёгком весе.                                    |
| Победа     | 4-0    | Адин Дуэнас     | Единогласное решение       | West Coast Fighting Championship 8           | 15 февраля 2014  | 3     | 5:00  | Сакраменто, США           |                                                         |
| Победа     | 3-0    | Ноа Шнейбл      | TKO (удары руками)         | West Coast Fighting Championship 7           | 16 ноября 2013   | 1     | 0:45  | Джэксон, США              |                                                         |
| Победа     | 2-0    | Майк Райан      | Сдача (гильотина)          | West Coast Fighting Championship 6           | 3 августа 2013   | 1     | 1:52  | Пласервилл, США           |                                                         |
| Победа     | 1-0    | Эмилио Гонсалес | Единогласное решение       | Capitol Fighting Championships: Fall Classic | 8 октября 2011   | 3     | 5:00  | Сакраменто, США           | Профессиональный дебют.                                 |
| Источники: |        |                 |                            |                                              |                  |       |       |                           |                                                         |